# Авро Вулкан
Авро Вулкан (на английски: Avro Vulcan) е британски дозвуков бомбардировач, познат с формата си на крилата (делта крило), използван от Кралските военновъздушни сили в периода от 1953 до 1984 година.
Завършва своята служба в армията, като самолет-танкер.